# ميشيل إس. جونز
ميشيل إس. جونز (بالإنجليزية: Michele S. Jones)‏ هي جندية أمريكية، ولدت في 24 نوفمبر 1963 في راندالستاون في الولايات المتحدة.